# Delphinium qinghaiense
Delphinium qinghaiense är en ranunkelväxtart som beskrevs av Wen Tsai Wang. Delphinium qinghaiense ingår i släktet storriddarsporrar, och familjen ranunkelväxter. Inga underarter finns listade i Catalogue of Life.